# Rio Sankosh
O Rio Sankosh é um rio da Índia que nasce no Butão (onde é chamado Mo Chu) e desagua no rio Bramaputra. Flui ao logo do Himalaia entre Chomo Lhari e Kula Kangri. Os vários afluentes superiores do Sankosh se unem próximo Punakha (altitude 1515 m). Abaixo Punakha, o leito do rio é bastante largo, mas após Wangi Phodrang (altitude 1364 m) o rio flui através da garganta de um precipício.